# Phoenicophorium
Phoenicophorium, monotipski rod palmi smješten u podtribus Verschaffeltiinae, dio tribusa Areceae, potporodica Arecoideae. Jedina vrsta je sejšelski endem P. borsigianum. 

## Sinonimi
- Stevensonia Duncan ex Balf.f.
- Areca sechellarum (H.Wendl.) Baill.
- Astrocaryum aureopictum Verschaff.
- Astrocaryum borsigianum K.Koch
- Astrocaryum pictum Balf.f.
- Astrocaryum sechellarum (H.Wendl.) Baill.
- Phoenicophorium sechellarum H.Wendl.
- Stevensonia borsigiana (K.Koch) L.H.Bailey
- Stevensonia grandifolia Duncan ex Balf.f.
- Stevensonia sechallara Van Houtte